# Kanyemba
Koordinaten: 15° 38′ S, 30° 24′ O
Kanyemba ist ein 330 m hoch gelegener Ort mit etwa 3000 Einwohnern im Tal des Sambesi an den Grenzen zu Sambia und Mosambik in der Provinz Mashonaland West in Simbabwe. Der Grenzort in Sambia ist Luangwa, der seinerseits durch den Luangwa-Fluss von Zumbo in Mosambik getrennt ist. Beide liegen für Kanyemba jenseits des Sambesi, über den von Luangwa nach Kanyemba seit April 2006 eine Ponton-Brücke führen soll. Die Straße nach Harare ist 400 km lang.
Das Umland von Kanyemba ist der Lower Zambesi National Park, der bis hinauf nach Karoi reicht und eine schwer zugängliche Hanglage ist. Dies menschenleere Gebiet war im Bürgerkrieg das Stammland der Guerillas. Heute ist es die Region mit den meisten illegalen Grenzübertritten, etwa 200 pro Monat von Menschen aus der Region der Großen Seen, die sich zumeist für 300,00 € (3000 Sambische Kwacha, Preis September 2005) mit einer Piroge über den Fluss oder den oberen Cabora Bassa Stausee paddeln lassen.
Am Fluss selbst liegen auf sambischer Seite über ein Dutzend Lodges, von denen aus die Touristen den Tieren zu Wasser und zu Land nachpirschen können. Beliebt sind die Kanu-Safaris auf den 200 Flusskilometern von Kariba nach Kanyemba. Es gibt auch Tagestouren auf kürzeren Abschnitten. Unterwegs kann sich jeder Tourist von der Geschichte dieses unzugänglichen Tales überzeugen, in dem Stämme aller Art Zuflucht fanden. Noch heute werden hier an den Ufern über 70 Sprachen gesprochen, allein um Kanyemba herum 19, so dass selbst für Afrikaner Englischkenntnisse unerlässlich sind. Chikunda, das 4000 Menschen sprechen, alles Nachkommen von einst rebellierenden Sklaven, die die Portugiesen an diesen äußersten Winkel ihres Kolonialgebietes verbannt hatten, war die letzte afrikanische Sprache, in die das Neue Testament übersetzt wurde. 3000 davon leben in Kanyemba.
Seit 1995 gibt es eine Grundschule. Neuerdings ist ein Bergwerk im Gespräch, in dem Titan und Uran gefördert werden sollen.